# Дзюдо на літніх Олімпійських іграх 1972
Змагання з дзюдо на літніх Олімпійських іграх 1972 у Мюнхені пройшли з 31 серпня по 4 вересня.

## Медальний залік
| Місце  | Країна                | Золото | Срібло | Бронза | Загалом |
| ------ | --------------------- | ------ | ------ | ------ | ------- |
| 1      | Японія (JPN)          | 3      | 0      | 1      | 4       |
| 2      | Нідерланди (NED)      | 2      | 0      | 0      | 2       |
| 3      | СРСР (URS)            | 1      | 1      | 2      | 4       |
| 4      | Велика Британія (GBR) | 0      | 1      | 2      | 3       |
| 5      | ФРН (FRG)             | 0      | 1      | 1      | 2       |
| 6      | Польща (POL)          | 0      | 1      | 0      | 1       |
| 6      | Південна Корея (KOR)  | 0      | 1      | 0      | 1       |
| 8      | Франція (FRA)         | 0      | 0      | 3      | 3       |
| 9      | Бразилія (BRA)        | 0      | 0      | 1      | 1       |
| 9      | НДР (GDR)             | 0      | 0      | 1      | 1       |
| 9      | Північна Корея (PRK)  | 0      | 0      | 1      | 1       |
| Всього | Всього                | 6      | 5      | 12     | 23      |

## Медалісти
| Event         | Золото                    | Срібло                           | Бронза                           |
| ------------- | ------------------------- | -------------------------------- | -------------------------------- |
| До 63 кг      | Такао Кавагуті · Японія   | вакантно                         | Кім Йон Ік · КНДР                |
| До 63 кг      | Такао Кавагуті · Японія   | вакантно                         | Жан-Жак Муньє · Франція          |
| До 70 кг      | Тойокадзу Номура · Японія | Антон Зайковський · Польща       | Дітмар Гьотгер · НДР             |
| До 70 кг      | Тойокадзу Номура · Японія | Антон Зайковський · Польща       | Анатолій Новіков · СРСР          |
| До 80 кг      | Сінобу Секіне · Японія    | О Син Ніп · Південна Корея       | Жан-Поль Кош · Франція           |
| До 80 кг      | Сінобу Секіне · Японія    | О Син Ніп · Південна Корея       | Браян Джекс · Велика Британія    |
| До 93 кг      | Шота Чочишвілі · СРСР     | Девід Старбрук · Велика Британія | Пауль Барт · Західна Німеччина   |
| До 93 кг      | Шота Чочишвілі · СРСР     | Девід Старбрук · Велика Британія | Тіакі Ісії · Бразилія            |
| Понад 93 кг   | Віллем Рюска · Нідерланди | Клаус Глан · Західна Німеччина   | Мотокі Нісімура · Японія         |
| Понад 93 кг   | Віллем Рюска · Нідерланди | Клаус Глан · Західна Німеччина   | Гіві Онашвілі · СРСР             |
| Відкрита вага | Віллем Рюска · Нідерланди | Віталій Кузнецов · СРСР          | Жан-Клод Брондані · Франція      |
| Відкрита вага | Віллем Рюска · Нідерланди | Віталій Кузнецов · СРСР          | Анджело Парізі · Велика Британія |